# Jaume Viladoms i Valls
Jaume Viladoms i Valls (Sabadell, 19 de juliol de 1913 - 16 d'octubre de 1976) fou un pedagog, esperantista i socialista català.

## Biografia

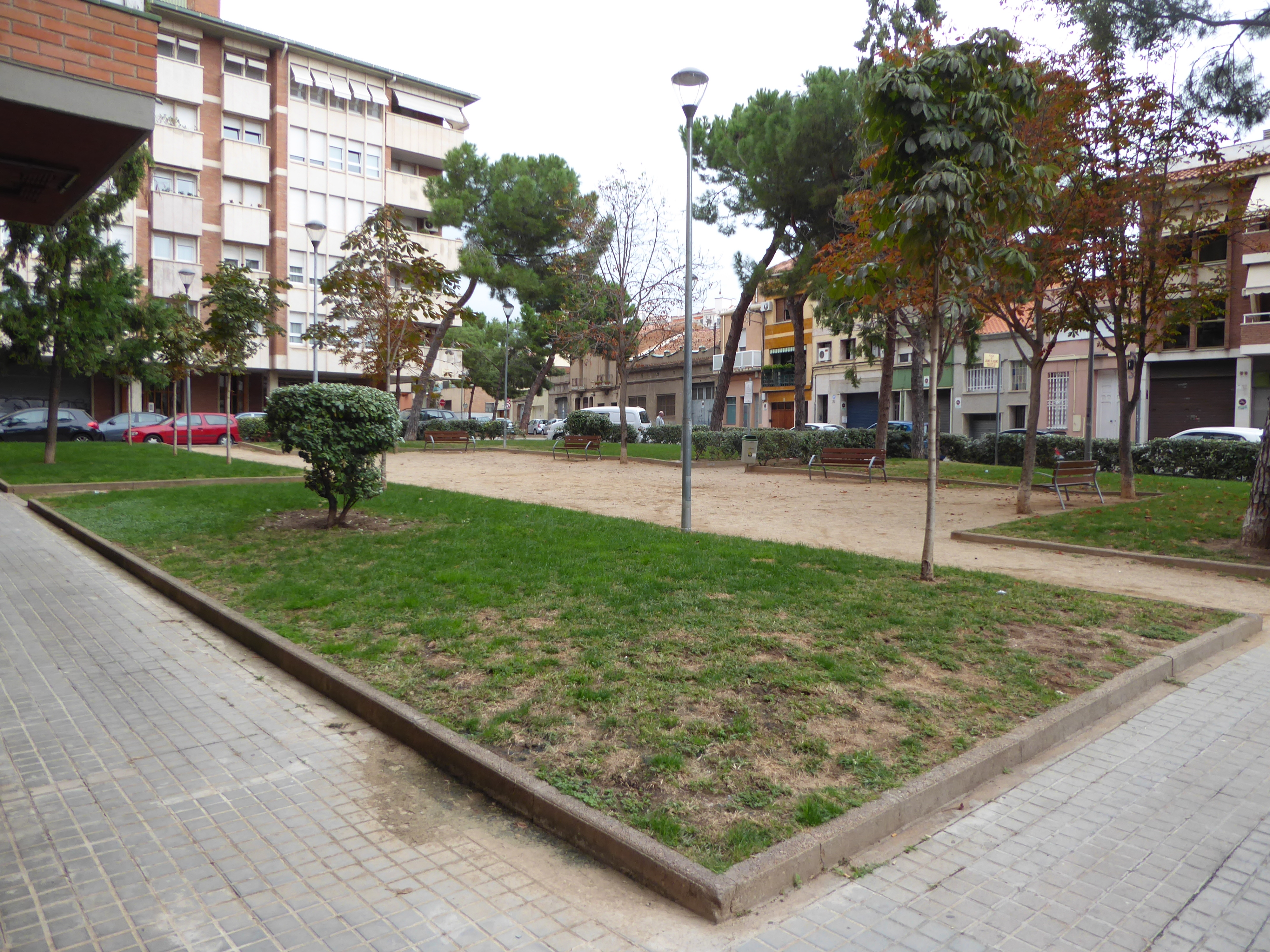
Plaça de Jaume Viladoms, Sabadell

Va fer els estudis primaris al Col·legi Mercantil i després estudià a l'Escola Industrial, de la qual, de gran, seria un destacat professor. Treballà de metal·lúrgic, especialitzat en el torn i la fressa. Però les seves inquietuds el portaren al Círcol Republicà Federal. Viladoms esmerçà moltes hores a la magnífica biblioteca republicana i hi conegué els futurs companys de militància del Bloc Obrer i Camperol i del POUM. Destacat pacifista, lluità tota la vida contra la violència, la ignorància i el fanatisme. Durant la guerra va crear i dirigir l'Institut Marx-Lenin i exercí la secretaria general de la Unió Sindical de Sabadell. Al final de la guerra s'hagué d'exiliar i passà pels camps de concentració francesos. Quan volgué tornà a Sabadell, fou "depurat" pel règim, que l'empresonà. Represa la vida laboral, dirigí l'Escola d'Aprenents Aismalibar de Montcada i Reixac i aviat s'incorporà a la lluita clandestina militant en el Moviment Socialista de Catalunya. El 1948 se celebrà a casa seva el Segon Congrés del MSC, presidit per Josep Pallach. Va ser detingut el 1953 amb altres companys de partit i estigué setze mesos a la Presó Model. En sortí amb llibertat provisional, però havia perdut la feina, de manera que reprengué la tasca pedagògica donant classes de mestratge industrial a casa seva, on més endavant fundaria l'Acadèmia Delta, que va ser un centre de perfeccionament professional i un focus de divulgació cultural i de conscienciació obrera de les noves generacions de sabadellencs.
Com a esperantista, va fer una tasca important de recuperació del moviment català, que havia pràcticament desaparegut el 1939. Va ser el professor del primer curs, celebrat a Sabadell i amb alumnes com Llibert Puig.
El 13 de maig de 1980 Sabadell li dedicà una plaça urbanitzada entre els pisos construïts damunt el solar de l'històric camp de futbol de la Creu Alta.